# 陀瑟他
《陀瑟他》（亞拉姆語：תוספתא），猶太教的經典之一，源自於《米書拿》的時代，是猶太口傳律法的集合。

## 概論
《米書拿》是猶太教口傳律法的最基本部份，大約在西元220年前後被編輯成書。《陀瑟他》的原意是附加、或是補充的意思。在一開始，它就是作為《米書拿》的補充而流傳。它的內容與《米書拿》幾乎是一致的，但是在部份的法規（希伯來語：‎），與品目（希伯來語：‎）上，兩者有所不同。
它主要是以米書拿猶太語（Mishnaic Hebrew）寫成，小部分是亞拉姆語。它與《米書拿》的不同在於，陀瑟他中的律法，有許多是由無名的猶太拉比對律法的討論與意見所組成，這些部份稱為他拿念。它修飾與討論了許多《米書拿》中的內容。它也補充了許多被稱為《阿加達》（Aggadah）與《米德拉什》的資料。在某些地方，它也會否定《米書拿》對於猶太律法的意見，貢獻出一些對於猶太律法的規定。